# Sosedov sin
Sosedov sin je povest, ki jo je leta 1868 napisal slovenski pisatelj Josip Jurčič.

## Povzetek zgodbe
Smrekarjev Anton je bogat mož, srednje trdne postave. Star je kakih 50 let in živi v lepi kmečki hiši, ki velja za najbogatejšo v občini. Zakonca imata le eno hčer Franico. V mestu je bil semenj. Na semnju je Anton srečal revnega soseda Brašnarja, ki je sinu Štefanu zapustil hišo, saj bi jo moral drugače prodati. 
Štefan in Franica sta se počasi vzljubila. Smrekarjevi načrtujejo Franičino poroko in tehtajo med ženini. Sosedov sin Štefan Antonu zatrdi, da bi bil on najboljši ženin, česar pa Anton ne jemlje resno. Odloči se za Pogreznikovega Petra, čeprav je mati temu sprva nasprotovala.
Štefan se je odslej Franice nekoliko izogibal. Napočil je dan poroke. Vsi so bili zbrani pred cerkvijo, le Franica je pobegnila. Iskali so jo. Nikjer je ni bilo. Anton je bil zelo jezen. Več dni ni želel nikamor, saj se je bal, da bodo ljudje kazali nanj: »To je ta, ki mu je hči pobegnila spred oltarja.«
Štefan je bil ob novici vesel, saj se Franica ni poročila, in nesrečen, ker je izginila v neznano. Odločen je bil, da pretakne ves svet, da jo najde. Čez dva dni stara kokošarica izda, da je Franica pri ženici v mestu, kjer je stanovala v šolskih letih. Štefan pove to Smrekarici, ki ji je to v veliko tolažbo.
V mestu jo najdejo v postelji, ob kateri je zdravnik. Ko Anton zagleda na smrt bolno hčer, pozabi vse pridige, ki jih je namenil deklici. Zdravnik pove, da boleha za nevarno vročinsko boleznijo. Doda še, da se bo danes odločilo, ali bo deklica umrla ali živela. Anton zdravniku obljubi veliko denarja, če ozdravi Franico. Zdravnik mu odvrne, da je zdravje v božjih rokah. Zjutraj gresta Smrekarjeva molit za hčerino življenje. V cerkev vstopi Štefan. Franičin oče ga pozove, naj tudi on moli. Dekličino stanje se je izboljšalo.
Oče je spoznal, da je naredil napako, in se pobotal s sosedovim sinom. Čez tri leta sta Franica in Štefan srečno poročena in imata otroka. Star sosed, ki gre mimo hiše, povzame situacijo: »Pa kako se zdaj vse rado ima in se ima!«